# Denis Vrain-Lucas

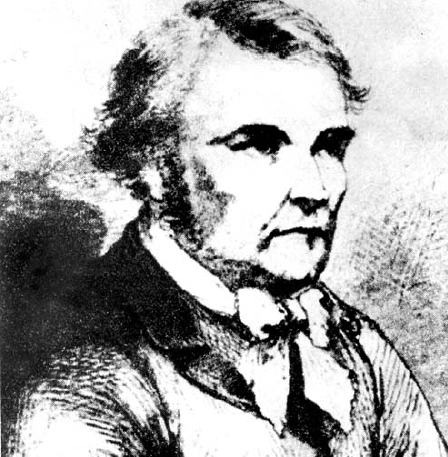
Denis Vrain-Lucas

Denis Vrain-Lucas (* 1818; † 1881) war ein erfolgreicher Fälscher. Bekannt wurde er insbesondere durch eine Sammlung von über 27.000 angeblichen Autographen berühmter Personen, die er an den Mathematiker Michel Chasles verkaufte.

## Leben
Denis Vrain-Lucas arbeitete in Châteaudun als Bürovorsteher eines Notariats, ehe er eine Stelle bei einem Buchhändler in Paris annahm. Dort erfuhr er im Kontakt mit Marcel Roux vom Wert alter Handschriften und ließ sich von einem Betrüger namens Letellier, der sein Geld mit erfundenen Stammbäumen für Neureiche verdiente, in der Kunst, Pergament zu altern, unterweisen. In der Nationalbibliothek in der Rue Richelieu, wo er sich als Archivar und Paläograph ausgab, stahl er nicht nur leere Pergamentseiten aus alten Büchern, sondern nutzte auch Unterlagen, die es ihm ermöglichten, in die Rolle bedeutender historischer Persönlichkeiten zu schlüpfen und Schriften von deren Hand zu fälschen. Zu den Kunden für diese angeblichen Autographen gehörten angesehene Buchhändler, vor allem jedoch der Mathematiker Michel Chasles, den er offenbar seit 1851 kannte. Dieser kaufte ihm nach und nach mehr als 27.000 Briefe ab, die von verschiedenen Berühmtheiten stammen sollten.
In einem dieser Briefe, den angeblich Blaise Pascal an Isaac Newton geschrieben hatte, ließ Vrain-Lucas allerdings Pascal das Gesetz der Schwerkraft entdecken. Chasles machte der Pariser Akademie der Wissenschaften 1867 über seinen „Fund“ Mitteilung und löste damit erbitterte Debatten aus. Schließlich wies jedoch ein Biograph Newtons darauf hin, dass der Empfänger des Briefes im Jahr 1654, auf das das Schreiben datiert war, erst elf Jahre alt und damit vielleicht doch nicht der passende Adressat für Pascal und dessen angebliche Entdeckung gewesen wäre. Daraufhin übergab Michel Chasles, der Vrain-Lucas auch gefälschte Briefe von Julius Caesar und sogar von Lazarus abgekauft haben soll, seine Sammlung von angeblichen Autographen florentinischen Sachverständigen zum Überprüfen. Der Mathematiker soll jedoch fest an die Echtheit der Schriften, die er von Vrain-Lucas bezog, geglaubt und ihn erst angezeigt haben, als 3000 im Voraus bezahlte Schriften nicht bei ihm eintrafen. Vrain-Lucas wurde 1869 festgenommen und vor Gericht gebracht.
Er gab auch zu, die Briefe gefälscht zu haben, beharrte jedoch darauf, sie seien dennoch ihr Geld wert gewesen und er habe nur zum Wohl des Vaterlandes gehandelt. Zur Erheiterung der Anwesenden ließ der Richter während des Prozesses einige Produkte des Fälschers verlesen. Darunter war ein reuiger Brief des Pontius Pilatus an Kaiser Tiberius, in dem Pilatus den Tod Christi bedauerte, ein Schreiben des Vercingetorix an Pompeius sowie ein Schreiben Alexanders des Großen an Aristoteles, in dem dieser dem Philosophen vorschlug, in Gallien das einheimische Brauchtum zu studieren. Ferner wurde ein Liebesbrief Kleopatras an Marcus Antonius verlesen. Die Inhalte der gefälschten Briefe zu verstehen, stellte kein Problem dar, denn Denis Vrain-Lucas hatte sie samt und sonders in französischer Sprache abgefasst.
Vrain-Lucas musste für diese Taten eine Haftstrafe von zwei Jahren verbüßen. Als er ins Gefängnis gebracht wurde, stellte man fest, dass er soeben an einem Schriftstück arbeitete, in dem er Jesus die Bergpredigt in französischer Sprache halten ließ.
Er wurde bald nach seiner Haftentlassung 1872 erneut festgenommen und verurteilt, weil er für einen Abbé Tochon nicht nur einen Stammbaum gefälscht, sondern den Käufer außerdem ausgeplündert hatte. 1876 wurde ihm wegen des Diebstahls seltener Bücher als Wiederholungstäter eine dritte Haftstrafe von vier Jahren auferlegt. 1881 verstarb er an „Wassersucht“.